# Robbins’ Nest: Live at the Jazz Showcase
Robbins’ Nest: Live at the Jazz Showcase ist ein Jazzalbum des Pianisten Sir Charles Thompson. Die am 3. und 4. August 2000 entstandenen Mitschnitte erschienen am 14. November 2000 auf dem Label Delmark Records.

## Hintergrund
Das Album wurde im August 2000 live im Chicagoer Club The Jazz Showcase aufgenommen; der Inhaber des Clubs, Joe Segal, wählte dazu Musiker aus Chicago aus, die Sir Charles Thompson begleiteten. Der Pianist spielte im Trioformat mit Eddie de Haas (Bass) und Charles Braugham (Schlagzeug) die Titel Robbins’ Nest, ’s Wonderful, Tunis In (Tune Us In), You Don’t Know What Love Is, Body and Soul, A Boogie-Woogie und Goodbye. In Stuffy, Easy Living, The King, Blue and Sentimental und I Never Knew kamen der Trompeter Art Hoyle und der Holzbläser Eric Schneider hinzu.

## Titelliste
- Sir Charles Thompson: Robbins’ Nest (Delmark Records – Delmark DE-526)[1]
  1.  Robbins’ Nest (Illinois Jacquet, Sir Charles Thompson) 4:07
  2.  ’s Wonderful (George Gershwin, Ira Gershwin) 5:43
  3.  Tunis In (Tune Us In) (Thompson) 7:22
  4.  You Don’t Know What Love Is (Gene DePaul, Don Raye) 5:11
  5.  Body and Soul (Frank Eyton, Johnny Green, Edward Heyman, Robert Sour) 5:28
  6.  A Boogie Woogie (trad) 3:58
  7.  Stuffy (David Garfield, Michael H. Goldsen, Coleman Hawkins) 6:53
  8.  asy Living (Ralph Rainger, Leo Robin) 6:01
  9.  The King (Count Basie) 5:13
  10.  Blue and Sentimental (Count Basie, Mack David, Jerry Livingston) 4:56
  11.  I Never Knew (Gus Kahn, Ted Fiorito) 5:06
  12.  Goodbye (Gordon Jenkins) 4:05

## Rezeption
Derek Taylor lobte in All About Jazz, „in den ersten Takten des Titeltracks ist zu erkennen, dass Sir Charles Fähigkeiten im Laufe der Jahre kaum nachgelassen haben und keine Zeit mit ausführlichem Solospiel verschwendet.“ Die nächsten fünf Tracks konzentrierten sich auf das Rhythmus-Trio und enthielten sehr überzeugende Statements aller drei Musiker, so der Autor. Beginnend mit Easy Living erweitert sich die Combo um Schneider auf Quartettformat. Hoyle schließt sich der Gruppe auf Blue and Sentimental an und setze dabei seine Erfahrung fort, bei Delmark-Projekten auf einer einzigen Nummer [auf einem Album] mitzuwirken (so sei Harold Ousleys Grit-Gittin Feelin ein weiteres erfreuliches Beispiel). Der gesamte Set sei recht unkompliziert, aber der agile und sanfte Ton Thompsons verhindere, dass der Pianist jemals rührselig klinge. Melodien wie You Don’t Know What Love Is vereinten nach Ansicht Taylors „einfache Übermittlung mit einer unbestreitbaren Emotionalität, die sowohl erfrischend als auch betörend ist. Thompson ist Teil einer immer kleiner werdenden Gruppe von Musikern, Überlebenden des Bebop-Zeitalters, die immer noch ihren Beruf ausüben und so spritzig wie immer klingen.“

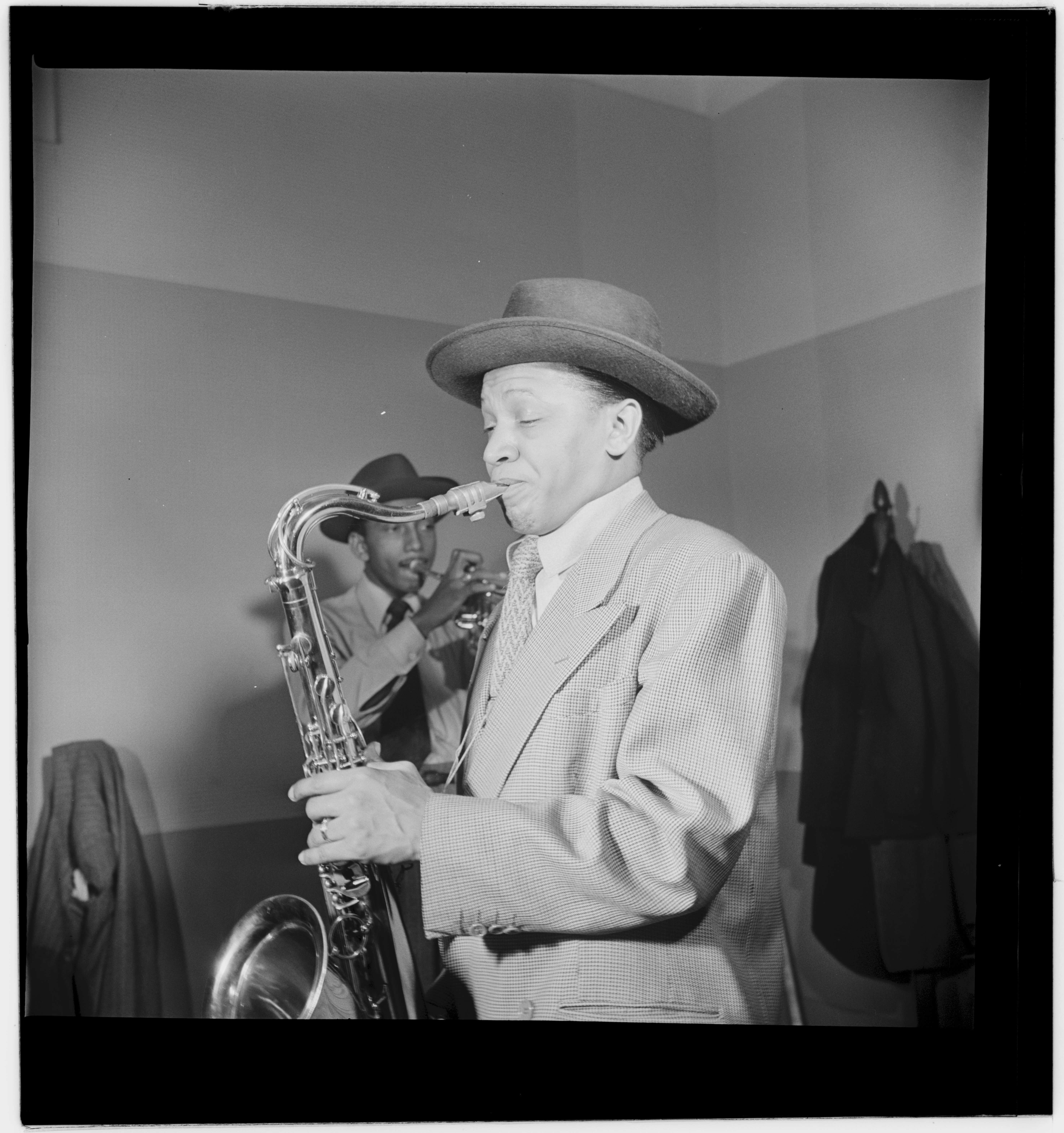
Illinois Jacquet, ca. Mai 1947.
Fotografie von William P. Gottlieb.

Owen Cordle schrieb in JazzTimes, die Trio-Tracks böten klare Melodie-Statements, Bop- und/oder Swing-basierte Improvisation (sowohl linear als auch akkordisch) und einige Klavier- und Schlagzeug-Ausführungen. Auf dem Titeltrack gerate Thompson mit seiner linken Hand in einen Erroll-Garner-Groove. Holzbläser Schneider bringe in der Coleman-Hawkins-Nummer Stuffy mit dem Tenorsaxophon Veränderungen in der Art von Illinois Jacquet ein. Noch besser sei Basies Uptempo-Nummer The King; sie böte ein großartiges Schneider-Solo. Ein Ben Webster ähnliches I Never Knew sei ebenfalls eine Freude, so der Autor. Es sei gut, so Cordles Resümee, Thompsons gut strukturierten Stil „wieder und in solch guter Gesellschaft zu hören“.
Marc Myers (Jazzwax) schrieb: „Im Jahr 2000, als Sir Charles Thompson 82 Jahre alt war, nahm er das vielleicht beste Album unter eigenem Namen für Klavier auf. Und das sagt etwas aus. Thompson hatte eine illustre, Eubie Blake ähnliche Karriere in Bezug auf Langlebigkeit und wurde 98 Jahre alt. Gegenüber seinen früheren Alben aus den 1950er- und 60er-Jahren, die durchaus gut gewesen seien, bezeichnete der Autor das vorliegende Album als ‚außergewöhnlich‘.“
Alex Henderson verlieh dem Album in AllMusic drei (von 5) Sternen und meinte, Sir Charles Thompson habe sein wichtigstes Werk in den 1940er Jahren aufgenommen, aber der von Count Basie beeinflusste Pianist sei im 21. Jahrhundert immer noch zu Höchstleistungen fähig gewesen. Der 82-jährige Thompson spiele weiterhin mit viel Wärme und Begeisterung. Es gebe jedoch nur sehr wenige Überraschungen; vom Opener Robbins’ Nest (Thompsons berühmtester Komposition) bis zu Coleman Hawkins’ Stuffy und etwas überzogenen Standards wie Easy Living, ’s Wonderful und Body and Soul gehe der Improvisator eher auf Nummer sicher in seiner Materialauswahl und biete die Art von Bop/Swing-Set, die er 50 oder 55 Jahre zuvor durchgeführt haben könnte. Aber es sei immer noch eine Freude, Thompson zuzuhören, und seine technischen Fähigkeiten hätten sich über die Jahre offenbar gut behauptet. Robbins’ Nest: Live at the Jazz Showcase sei zwar kein unbedingt zwingendes, „aber eine erfreuliche CD, die Thompsons eingefleischte Fans zu schätzen wissen.“